# Kosuke Ota (fotbollsspelare född 1982)
Kosuke Ota (太田 康介 Ota Kosuke?), född 26 oktober 1982 i Saitama prefektur, är en japansk fotbollsspelare.
Ota började sin karriär 2005 i Saitama SC. Efter Saitama SC spelade han för Yokogawa Musashino, FC Machida Zelvia, Zweigen Kanazawa och FC Imabari.